# 斑蛾總科
斑蛾總科（學名：Zygaenoidea）是鱗翅目雙孔亞目木蠹蛾派透翅蛾亞派之下一個蛾的總科。

## 分類
斑蛾總科包括以下各科：
- 艾蛾科 Aididae
- 缰蛾科 Anomoeotidae
- 蚁巢蛾科 Cyclotornidae（英语：Cyclotornidae）
- 亮蛾科 Dalceridae（英语：Dalceridae）
- 蝉寄蛾科 Epipyropidae（英语：Epipyropidae）
- 拟蓑蛾科 Heterogynidae（英语：Heterogynidae）
- 带翅蛾科 Himantopteridae（英语：Himantopteridae）
- 拟斑蛾科 Lacturidae（英语：Lacturidae）
- 刺蛾科 Limacodidae
- 絨蛾科 Megalopygidae（英语：Megalopygidae）
- 毛斑蛾科 Phaudidae
- 短体蛾科 Somabrachyidae（英语：Somabrachyidae）
- 斑蛾科 Zygaenidae

部分文獻認為金蛾科（Chrysopolomidae）亦是斑蛾总科之下的一個科，由兩個亞科組成，包含約30個分佈於非洲的物種；但在其他較新的文獻，這個科被降格，成為了刺蛾科（Limacodidae）之下的一個亞科金蛾亞科（Chrysopolominae），原來在金蛾科之下的兩個亞科現在變成了金蛾亞科的異名。
再舊一點的《布鲁斯昆虫分类表》還包以下三個科：
- Eucleidae
- Pyromorphidae：被視為班蛾科的異名。
- Charideidae

## 外部連結
- 維基物種上的相關：斑蛾總科